# 진종채
진종채(陳鍾埰, 1923년 11월 21일~1998년 3월 27일)는 대한민국의 군인이다.	 제8보병사단 사단장, 육군정보사령관, 수도경비사령관, 육군보안사령관, 제2야전군사령관 등을 역임했다.